# Johnny Cash's Greatest Hits, Vol. 2
Greatest Hits, Vol. 2 como el título implica que este es un CD con las mejores canciones del cantante country Johnny Cash después de su anterior CD de éxitos Johnny Cash's Greatest Hits, Vol. 1 el cual tuvo mucho éxito, Vol. 2 combina canciones que grabó tanto en Sun ("Hey Porter" y "Folsom Prison Blues" entre otras) como en Columbia (éxitos más recientes como "A Boy Named Sue" del CD At San Quentin y "Sunday Mornin' Comin' Down" del cantautor Kris Kristofferson. Cash lanzó la canción "Big River" como sencillo promocional de este CD.

## Canciones
1. A Boy Named Sue – 3:41
(Shel Silverstein)
2. Hey Porter – 2:19
(Cash)
3. Guess Things Happen That Way – 1:53
(Jack Clement)
4. Blistered – 2:22
(Billy Ed Wheeler)
5. Big River – 2:18
(Cash)
6. Long Legged Guitar Pickin' Man – 2:34
(Marshall Grant)
7. Folsom Prison Blues – 2:45
(Cash)
8. Sunday Mornin' Comin' Down – 4:08
(Kris Kristofferson)
9. If I Were a Carpenter – 3:00
(Tim Hardin)
10. Frankie's Man Johnny – 2:15
(Cash)
11. Daddy Sang Bass – 2:23
(Carl Perkins)

## Posición en listas
Álbum - Billboard (América del Norte)
| Año  | Tabla           | Posición |
| ---- | --------------- | -------- |
| 1971 | Álbumes Country | 5        |
| 1971 | Álbumes Pop     | 94       |

Canciones - Billboard (América del Norte)
| Año  | Canción     | Tabla             | Posición |
| ---- | ----------- | ----------------- | -------- |
| 1971 | "Big River" | Canciones Country | 41       |